# 권유나 (배우)
권유나(2001년 9월 28일 ~ )은 대한민국의 모델이자 배우이다.

## 드라마
- 2018년 SBS 월화 미니시리즈 《서른이지만 열일곱입니다》
- 2018년 JTBC 금토 미니시리즈 《내 아이디는 강남미인》
- 2019년 SBS 월화 특별기획 드라마 《해치》
- 2022년 tvN 단막극 《O'pening 2022 - XX+XY》 ... 권미정 역
- 2022년 웹 드라마 《셋셋남녀 : 패션무지렁이들의 전성시대》 ... 한시우 역

## 영화
- 2017년 영화 《청년경찰》 ... 단역 - 예진 언니 역
- 2019년 영화 《미성년》 ... 단역 - 주리반 학생 역
- 2023년 영화 《괴담만찬》 ... 〈네 발 달린 짐승〉& 단역 - 학생 1 역
- 2024년 영화 《빅토리》 ... 용순 역